# Schneckenlohe
Schneckenlohe ist eine Gemeinde im oberfränkischen Landkreis Kronach in Bayern. Die Gemeinde ist Mitglied der Verwaltungsgemeinschaft Mitwitz.

## Geografie

### Geografische Lage
Das Gemeindegebiet befindet sich südwestlich der Fränkischen Linie und ist dem Obermainischen Hügelland zuzurechnen. In Nord-Süd-Richtung wird es von der Steinach durchzogen.

### Gemeindegliederung
Die Gemeinde Schneckenlohe hat vier Gemeindeteile (in Klammern ist der Siedlungstyp angegeben):
- Beikheim (Dorf)
- Mödlitz (Dorf)
- Neubrand (Dorf)
- Schneckenlohe (Kirchdorf)

Auf dem Gemeindegebiet befindet sich die Wüstung Fahlenberg.

### Nachbargemeinden
von Norden im Uhrzeigersinn:
- Mitwitz
- Küps
- Redwitz an der Rodach (Landkreis Lichtenfels)
- Marktgraitz (Landkreis Lichtenfels)
- Weidhausen bei Coburg (Landkreis Coburg)
- Sonnefeld (Landkreis Coburg)

## Geschichte

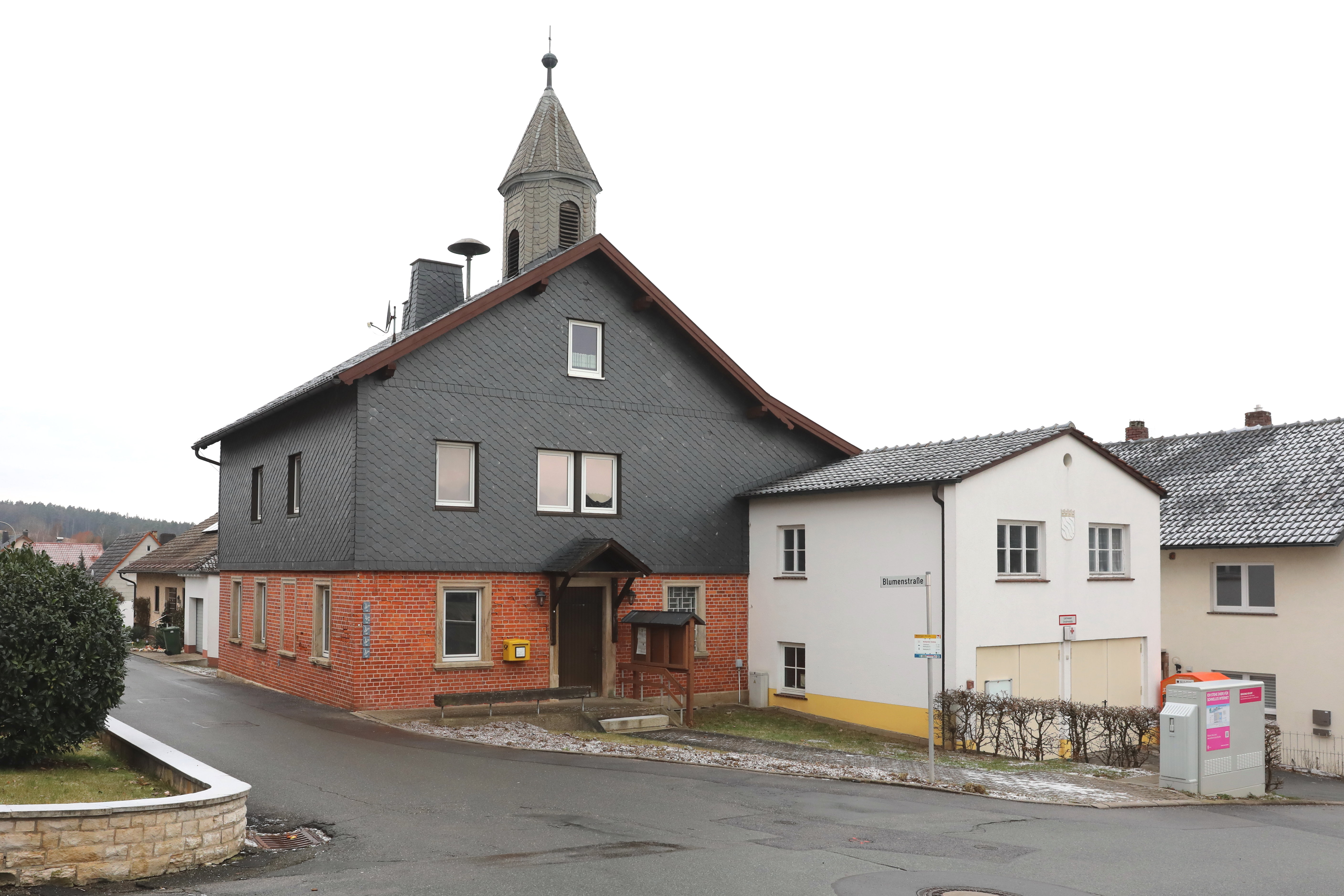
Ehemalige evangelische Schule und Gemeindeverwaltungssitz

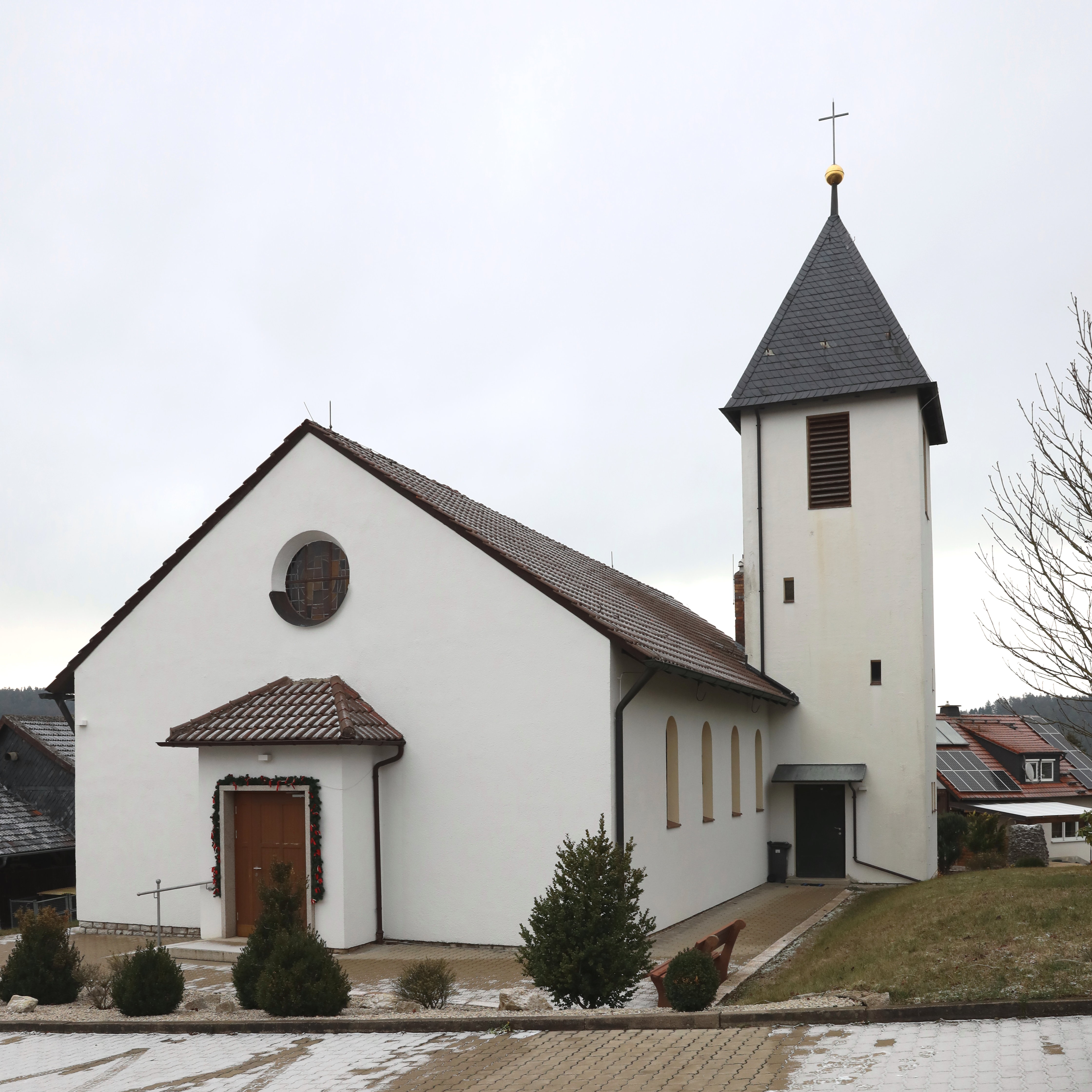
Katholische Filialkirche St. Otto

Der Ort wurde in einer Urkunde, die im Zeitraum von 1326 bis 1328 angefertigt worden sein muss, als „Snekkendorf“ erstmals urkundlich erwähnt. Das Bestimmungswort ist der Personenbeiname Snekke. Im frühen Mittelalter besaßen die Dorfherrschaft wechselnd die Herren von Redwitz und das Hochstift Bamberg. Das Dorf lag zeitweise wüst. Dies spiegelt sich auch in dem Ortsnamen wider, der seit 1469 „Sneckenlohe“ lautete. Das Grundwort lôch bezeichnet Gebüsch und Gehölz und verweist auf den verwilderten Zustand. 1520 führten die von Redwitz die Reformation ein. Im Jahr 1700 begann eine Neubesiedlung. Im 19. Jahrhundert waren die Schneckenloher vorwiegend als Heimarbeiter in der Korbflechterei tätig.
Gegen Ende des 18. Jahrhunderts gab es in Schneckenlohe 53 Anwesen. Das Hochgericht übte das Rittergut Unterlangenstadt-Burkersdorf im begrenzten Umfang aus, es hatte ggf. an das bambergische Centamt Burgkunstadt-Marktgraitz auszuliefern. Die Dorf- und Gemeindeherrschaft hatte das Rittergut Unterlangenstadt-Burkersdorf inne. Grundherren waren
- das Rittergut Unterlangenstadt-Burkersdorf (49 Anwesen: 2 Gütlein, 4 halbe Gütlein, 1 Tropfhaus, 34 Häuser, 8 halbe Häuser) und
- das Rittergut Schmölz (4 Anwesen: 2 Söldengütlein, 2 Gütlein).[8]

Mit dem Gemeindeedikt wurde Schneckenlohe 1808 dem Steuerdistrikt Schmölz zugewiesen. 1818 entstand die Ruralgemeinde Schneckenlohe. Sie war in Verwaltung und Gerichtsbarkeit dem Landgericht Kronach zugeordnet und in der Finanzverwaltung dem Rentamt Kronach, 1919 in Finanzamt Kronach umbenannt. In der freiwilligen Gerichtsbarkeit gehörten die meisten Anwesen bis 1838 zum Patrimonialgericht Unterlangenstadt. Ab 1862 gehörte Schneckenlohe zum Bezirksamt Kronach, 1939 in Landkreis Kronach umbenannt. Die Gerichtsbarkeit blieb beim Landgericht Kronach, 1879 in Amtsgericht Kronach umbenannt. Die Gemeinde hatte ursprünglich eine Fläche von 0,611 km².
Anfang der 2020er Jahre erfolgte der Umbau und die Modernisierung des Anwesens Henneschberg 20, in dem die ehemalige Evangelische Schule und auch die Gemeindekanzlei untergebracht waren, zu einem Bürgerhaus für mehrere Generationen.

### Eingemeindungen
Am 1. Januar 1977 wurde im Zuge der Gebietsreform in Bayern Neubrand, ein Gemeindeteil des Marktes Marktgraitz, nach Schneckenlohe eingemeindet. Die Umgliederung von Mödlitz, seit dem 1. Januar 1972 Gemeindeteil der Nachbargemeinde Weidhausen bei Coburg, und die Eingliederung der Gemeinde Beikheim nach Schneckenlohe folgten am 1. Mai 1978.

### Einwohnerentwicklung
Im Zeitraum 1988 bis 2018 sank die Einwohnerzahl von 1165 auf 1028 um 137 Einwohner bzw. um 11,8 %. Am 31. Dezember 1999 hatte Schneckenlohe 1208 Einwohner.
Gemeinde Schneckenlohe
| Jahr      | 1987   | 1999 | 2008   | 2009   | 2010   | 2011   | 2012   | 2013   | 2014   | 2015   | 2016   | 2017   |
| Einwohner | 1168   | 1208 | 1113   | 1122   | 1112   | 1109   | 1120   | 1105   | 1101   | 1076   | 1055   | 1044   |
| Häuser    | 308    |      |        |        |        |        |        |        | 341    | 341    | 340    | 342    |
| Quelle    | [ 14 ] |      | [ 15 ] | [ 15 ] | [ 15 ] | [ 15 ] | [ 15 ] | [ 15 ] | [ 15 ] | [ 15 ] | [ 15 ] | [ 15 ] |

Ort Schneckenlohe (= bis zur Gebietsreform Gemeinde Schneckenlohe)
| Jahr      | 1818  | 1840   | 1852   | 1855   | 1861   | 1867   | 1871   | 1875   | 1880   | 1885   | 1890   | 1895   | 1900   | 1905   | 1910   | 1919   | 1925   | 1933   | 1939   | 1946   | 1950   | 1952   | 1961   | 1970   | 1987   |
| Einwohner | 259   | 305    | 366    | 374    | 393    | 441    | 455    | 468    | 475    | 478    | 444    | 497    | 473    | 486    | 505    | 476    | 500    | 544    | 538    | 626    | 676    | 656    | 703    | 713    | 686    |
| Häuser    | 50    |        |        |        |        |        | 70     |        |        | 78     | 79     |        | 81     |        |        |        | 93     |        |        |        | 102    |        | 134    |        | 181    |
| Quelle    | [ 9 ] | [ 16 ] | [ 16 ] | [ 16 ] | [ 17 ] | [ 18 ] | [ 19 ] | [ 20 ] | [ 21 ] | [ 22 ] | [ 23 ] | [ 16 ] | [ 24 ] | [ 16 ] | [ 25 ] | [ 16 ] | [ 26 ] | [ 16 ] | [ 16 ] | [ 16 ] | [ 27 ] | [ 16 ] | [ 10 ] | [ 28 ] | [ 14 ] |

## Politik

### Bürgermeister
Erster Bürgermeister ist seit 2008 Knut Morgenroth (SPD). Vorgänger war Erwin Horn (CSU).

### Gemeinderat
Die Kommunalwahlen seit 2002 führten zu folgenden Sitzverteilungen im Gemeinderat:
|                  | 2002     | 2008     | 2014     | 2020     |
| ---------------- | -------- | -------- | -------- | -------- |
| CSU              | 5        | 5        | 5        | 5        |
| SPD              | 4        | 4        | 5        | 4        |
| Dorfgemeinschaft | 3        | 3        | 2        | 3        |
| Gesamt           | 12 Sitze | 12 Sitze | 12 Sitze | 12 Sitze |

### Wappen und Flagge
Wappen
| Wappen von Schneckenlohe | Blasonierung: „Durch eine gesenkte eingeschweifte rote Spitze, darin ein silberner Henkelkorb, gespalten; vorne siebenmal geteilt von Blau und Silber, belegt mit einem schräglinken, gebogenen roten Rautenkranz, hinten siebenmal geteilt von Gold und Schwarz, belegt mit einem schrägen, gebogenen roten Rautenkranz.“ |
| Wappen von Schneckenlohe | Wappenbegründung: Die Gemeinde Schneckenlohe besteht seit 1978 aus den ehemaligen Gemeinden Beikheim und Mödlitz. Schneckenlohe war ursprünglich im Besitz der Herren von Redwitz, Beikheim gehörte seit dem 14. Jahrhundert den Herren von Redwitz. Mödlitz war im Besitz des Herzogtums Sachsen-Coburg. An diese beiden Herrschaftsinhaber erinnern die Wappen der Herren von Redwitz sowie des Herzogtums Sachsen-Coburg. In der vorderen Schildhälfte steht das Wappen der Herren von Redwitz. Der rote Wellenbalken wurde durch einen roten Rautenkranz ersetzt. Die gleiche Farbe erhielt auch der ursprünglich grüne Rautenkranz des sächsischen Wappens in der hinteren Schildhälfte. Der Henkelkorb weist auf die seit dem 19. Jahrhundert im Gemeindegebiet verbreitete Korbflechterei. Die Gemeinde führt seit 1981 ein Wappen. |

Flagge
Die Gemeindeflagge ist rot-weiß-rot.

### Partnerschaften
Schneckenlohe unterhält eine Partnerschaft mit dem italienischen Borghetto di Vara in Ligurien.

## Religion
Der Ort war gemischt konfessionell. Die Protestanten waren nach St. Laurentius in Schmölz gepfarrt und die Katholiken nach Heilige Dreifaltigkeit in Graitz. Die zuständige katholische Bekenntnisschule befand sich ursprünglich in Graitz. Für die evangelischen Schüler, die zuvor zur Beikheimer Schule gehen mussten, wurde 1894 durch die politische Gemeinde und für die katholischen Schüler ein Jahr später durch die Pfarrei Marktgraitz ein Schulhaus errichtet.
Der Architekt Lothar Porzelt aus Kronach plante den Bau der katholischen Filialkirche St. Otto. Im September 1959 wurde sie durch den Bamberger Prälaten Heinrich Rauh eingeweiht. Das evangelische Martin-Luther-Gemeindezentrum wurde 1971 eingeweiht. Der nachträglich errichtete Glockenturm mit vier Glocken folgte 1977.

## Verkehr
Die Bundesstraße 303 verläuft nördlich des Ortes. Die Kreisstraße KC 29 führt nach Mödlitz (0,5 km nördlich) bzw. nach Beikheim zur Staatsstraße 2208 (2,2 km östlich).